# Henrik Eriksson (forskare)

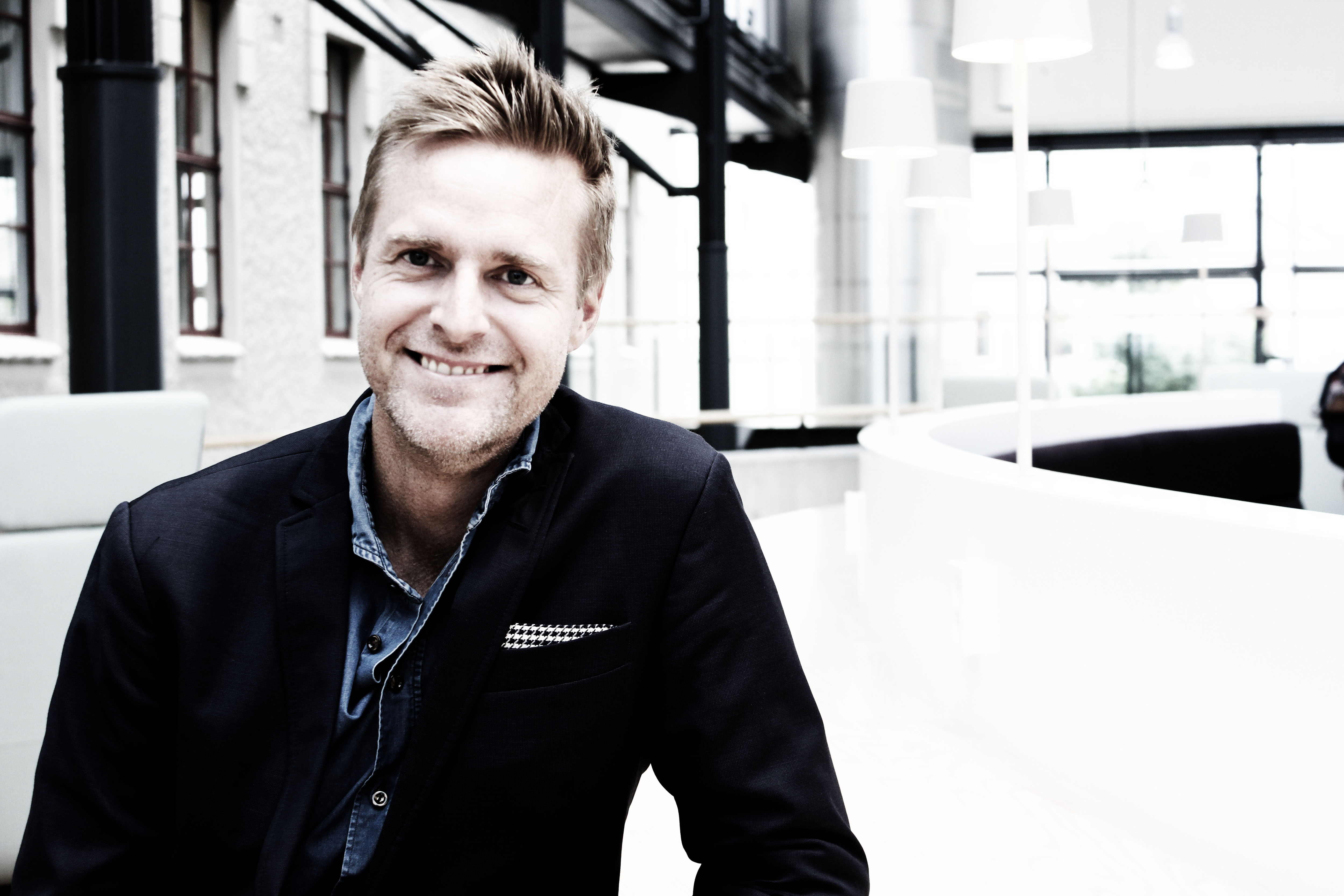
Henrik Eriksson.

Henrik Eriksson, född 14 juli 1973 i Hudiksvall, är en svensk biträdande professor inom kvalitets- och verksamhetsutveckling vid institutionen Teknikens ekonomi och organisation på Chalmers tekniska högskola i Göteborg.
Henrik Eriksson forskar om vad som kännetecknar framgångsrika verksamheter och forskningen handlar både om att producera kunskap, men också om att bidra till förbättringar av praktiska problem. Han har skrivit den populärvetenskapliga boken Sveriges bästa verksamheter, som sammanfattar forskningen inom området. 
Erikssons forskning är bland annat publicerad i International Journal of Operations and Production Management, Total Quality Management and Business Excellence, International Journal of Quality and Reliability Management.

## Biografi
Henrik Eriksson avlade civilingenjörsexamen inom materialteknik och kvalitet år 1999 vid Kungliga Tekniska Högskolan. Åren 2000-2004 doktorerade han vid Luleå tekniska universitet på avdelningen Kvalitetsteknik. År 2004 disputerade han med doktorsavhandlingen Organisational Value of Participating in Quality Award Processes. 
Före (1999-2000) och efter sina doktorandstudier (2004-2010) arbetade Eriksson som kvalitets- och utvecklingschef vid Sahlgrenska Universitetssjukhuset och Södra Älvsborgs sjukhus. Sedan år 2010 arbetar han som forskare på Chalmers tekniska högskola. År 2013 blev han docent på institutionen Teknikens ekonomi och organisation och 2019 fick han tjänsten som biträdande professor.

## Priser och utmärkelser
- Bästa vetenskapliga artikel, QMOD konferens (2004; 2012).
- Högt rekommenderad vetenskaplig artikel, Vetenskaplig journal (2015; 2017).
- Hans Werthén stipendiat, Luleå tekniska universitet (2002).
- Sverige-Amerika stipendiat, Luleå tekniska universitet (2002).

## Urval av artiklar
- Exploring differences between private and public organizations in business excellence model, tillsammans med Hendry Raharjo. International Journal of Operations and Production Management. (2017)[4]
- Similarities and differences between TQM, Six Sigma and Lean Production, tillsammans med Roy Andersson och Håkan Torstensson. The TQM Magazine. (2006)[5]
- The impact of TQM on financial performance, tillsammans med Jonas Hansson (Tosteby). Measuring Business Excellence. (2003)[6]